# ISO 3166-2:AL
ISO 3166-2:AL é o subconjunto de códigos definidos em ISO 3166-2, parte do padrão ISO 3166  publicado pela Organização Internacional para Padronização (ISO), para os nomes das principais subdivisões da Albânia.
Os códigos cobrem 12 prefeituras e 36 distritos. O código de cada distrito é composto por duas partes, separadas por um hífen. A primeira parte é AL, o código ISO 3166-1 alfa-2 da Albânia, e a segunda parte é um subcódigo de dois-letras.

## Códigos atuais
Códigos ISO 3166 e nomes de subdivisões estão listados como publicado pela Agência de Manutenção (ISO 3166/MA). As colunas podem ser classificadas clicando nos respectivos botões.

## Prefeituras
| Códigos | Prefeitura nome |
| ------- | --------------- |
| 1       | Berat           |
| 9       | Dibër           |
| 2       | Durrës          |
| 3       | Elbasan         |
| 4       | Fier            |
| 5       | Gjirokastër     |
| 6       | Korçë           |
| 7       | Kukës           |
| 8       | Lezhë           |
| 10      | Shkodër         |
| 11      | Tiranë          |
| 12      | Vlorë           |

### Distritos
| Code  | Distrito nome  | No município    |
| ----- | -------------- | --------------- |
| AL-BR | Berat          | Berat (1)       |
| AL-BU | Bulqizë        | Dibër (9)       |
| AL-DL | Delvinë        | Vlorë (12)      |
| AL-DV | Devoll         | Korçë (6)       |
| AL-DI | Dibër          | Dibër (9)       |
| AL-DR | Durrës         | Durrës (2)      |
| AL-EL | Elbasan        | Elbasan (3)     |
| AL-FR | Fier           | Fier (4)        |
| AL-GR | Gramsh         | Elbasan (3)     |
| AL-GJ | Gjirokastër    | Gjirokastër (5) |
| AL-HA | Has            | Kukës (7)       |
| AL-KA | Kavajë         | Tiranë (11)     |
| AL-ER | Kolonjë        | Korçë (6)       |
| AL-KO | Korçë          | Korçë (6)       |
| AL-KR | Krujë          | Durrës (2)      |
| AL-KC | Kuçovë         | Berat (1)       |
| AL-KU | Kukës          | Kukës (7)       |
| AL-KB | Kurbin         | Lezhë (8)       |
| AL-LE | Lezhë          | Lezhë (8)       |
| AL-LB | Librazhd       | Elbasan (3)     |
| AL-LU | Lushnjë        | Fier (4)        |
| AL-MM | Malësi e Madhe | Shkodër (10)    |
| AL-MK | Mallakastër    | Fier (4)        |
| AL-MT | Mat            | Dibër (9)       |
| AL-MR | Mirditë        | Lezhë (8)       |
| AL-PQ | Peqin          | Elbasan (3)     |
| AL-PR | Përmet         | Gjirokastër (5) |
| AL-PG | Pogradec       | Korçë (6)       |
| AL-PU | Pukë           | Shkodër (10)    |
| AL-SR | Sarandë        | Vlorë (12)      |
| AL-SK | Skrapar        | Berat (1)       |
| AL-SH | Shkodër        | Shkodër (10)    |
| AL-TE | Tepelenë       | Gjirokastër (5) |
| AL-TR | Tiranë         | Tiranë (11)     |
| AL-TP | Tropojë        | Kukës (7)       |
| AL-VL | Vlorë          | Vlorë (12)      |

## Mudanças
As seguintes alterações à norma ISO 3166-2:AL tem sido anunciadas em boletins pela ISO 3166/MA desde a primeira publicação da norma ISO 3166-2, em 1998:
| Boletim | Publicação data | Descrição da mudança |
| ------- | --------------- | --- |
| I-2     | 2002-05-21      | Introdução de 12 prefeituras com o respectivo código elemento. Um distrito nome elemento e seu código alterado. Um distrito nome corrigido. Atribuição da prefeitura código elemento para cada distrito |
| I-6     | 2004-03-08      | Mudança de termo genérico para divisões administrativas. Nova lista fonte |

No Boletim I-2, o nome do Laç foi alterado para Kurbin, e seu código foi alterado de AL-AL para AL-KB. Além disso, os códigos para os municípios (então denominadas prefeituras) foram introduzidos.